# ランダム最密充填
ランダム最密充填（ランダムさいみつじゅうてん、英：Random Close Packing、略：RCP）は、固体物体をランダムに詰めたときに得られる最大体積分率を特徴付けるために使用される経験的なパラメーターである。

## 発生のプロセス
例えば、固体容器に穀物が充填されている場合、容器を振ることで物体の体積が減り、より多くの穀物を容器に入れることができる。言い換えれば、揺することで、詰められた物体の密度が上がる。しかし、振っても密度を無制限に増加させることはできず、限界に達し、これが規則的な結晶格子にならずに充填した場合、これが経験的なランダムな最密充填密度となる。
実験とコンピュータシミュレーションによって、硬い完全な球体をランダムに最密に入れると、約64％の最大体積分率になる。すなわち、容器の体積の約64％が球体によって占められていることが示されている。この意味での「ランダム」を正確に定義することができないため、正確な値を与えることができないように思われる。RCP値は、（同一サイズの）硬い球体を規則的な結晶配列に閉塞させることが可能な最大値である74.04%を大幅に下回っている。面心立方構造（fcc）と六方最密構造（hcp）結晶格子の両方がこの上限に等しい最大密度を持っており、これは粒状結晶化のプロセスを介して発生することができる。

## 定義
ランダム最密充填には正確な幾何学的定義はない。それは統計的に定義されており、結果は経験的なものである。容器をランダムに物質で満たし、物質がそれ以上に入らなくなるまで容器を振ったり、叩いたりすると、この時点で充填状態はRCPになる。充填率の定義は次のように与えられる。「ある空間の体積の中で、粒子が占める体積」と定義することができる。つまり、充填率は充填密度を定義している。充填率は飽和密度に達するまで振動回数に応じて増加することが示されている 。したがってRCPは、振動振幅がゼロになる限界と振動数が無限大になる限界で与えられる充填率である。

## 物質形状による影響
粒子の体積率は、充填されている物体に依存する。物質が多分散である場合、体積率は非自明的にサイズ分布に依存し、任意に1に近づくことが可能である。 それでも単分散物質のRCP値は比較的物質の形状に依存し、球体の場合は0.64、M&M'sキャンディーの場合は0.68である。

## 球の場合
| モデル                   | 説明                                         | 間隙率        | 充填密度      |
| ------------------------ | -------------------------------------------- | ------------- | ------------- |
| 最疎充填（理論値）       | 単純立方格子 (配位数 6)                      | 0.4764        | 0.5236        |
| 非常に緩いランダム充填   | 例: 球をゆっくりと入れる                     | 0.44          | 0.56          |
| 緩いランダム充填         | 例: 容器に落とす、または手で入れる           | 0.40 - 0.41   | 0.59 - 0.60   |
| ランダム充填（振動なし） | 空間に球を注ぐ                               | 0.375 - 0.391 | 0.609 - 0.625 |
| ランダム最密充填         | 例: 容器を振動させる                         | 0.359 - 0.375 | 0.625 - 0.641 |
| 最密充填（理論値）       | 面心立方格子、または六方最密構造 (配位数 12) | 0.2595        | 0.7405        |

## 例
ゆるく梱包された商品を含む商品には、「配送中に内容物が落ち着く可能性があります」というメッセージが表示されることがあるがこれは通常の輸送中、コンテナは何度もぶつかり、梱包密度が高くなるためであり、メッセージは、コンテナがわずかに空に見えても、コンテナが大量にいっぱいであることを消費者に保証するためのもの。充填粒子のシステムは、多孔質媒体の基本モデルとしても使用されている。